# Thrypticotrochus petterdi
Thrypticotrochus petterdi is een rifkoralensoort uit de familie van de Turbinoliidae. De wetenschappelijke naam van de soort is voor het eerst geldig gepubliceerd in 1906 door Dennant.